# Diaprepes abbreviatus
Diaprepes abbreviatus es una especie de coleóptero curculiónido descrito inicialmente por Carlos Linneo como Curculio abbreviatus utilizando individuos recogidos en las islas del Caribe, lugar originario de este gorgojo.

## Morfología
Poseen élitros rayados con líneas de colores que varían según las poblaciones, predominando las líneas negras sobre un fondo entre amarillo y anaranjado o blanco pardo. La cabeza y las patas generalmente son de color negro o rojo tinto. Los D. abbreviatus adultos varían en tamaño, entre uno y dos centímetros según se consigan en su medio natural o sean criados en laboratorio, siendo estos últimos de mayor tamaño. Sin embargo, la hembra generalmente resulta algo más grande que el macho. La larva es un gusano regordete y blancuzco con la cabeza oscura y mide un poco más de dos centímetros (en el caso de ejemplares de laboratorio). 
Otra peculiaridad de estos insectos son las almohadillas adhesivas que presentan en las patas, las cuales les permiten adherirse con gran fuerza a superficies lisas. Esta característica es muy obvia pues cuando se trata de manipularlos, estos se sujentan con fuerza a los dedos.

## Ciclo de vida
Antes de pupar, las larvas de D. abbreviatus viven en el suelo donde se alimentan de raíces, produciendo el debilitamiento de la planta y en algunos casos hasta su muerte. Cuando la larva termina su desarrollo que dura entre 8 y 12 meses, el adulto emerge del suelo en búsqueda de hojas tiernas para alimentarse y eventualmente poder reproducirse. Los adultos viven entre 4 y 5 meses o más en condiciones óptimas. Las hojas de las plantas huésped también le sirven a la hembra para depositar sus huevos en grupos de aproximadamente 50, para lo cual pegan con un cemento los bordes de las hojas verdes, haciendo una especie de saco que sirve para proteger los huevos de depredadores pero también para evitar su desecación. Una sola hembra puede poner desde 5.000 hasta 30.000 huevos durante su vida. Las larvas emergen en un poco más de una semana y eventualmente caen al suelo donde comienzan el ciclo vital.

## Importancia agrícola
Desde principios del siglo XIX, este insecto se ha convertido en una plaga para los cultivos vegetales de varios países caribeños; se lo encuentra asociado a cultivos tales como caña de azúcar, papa, café, guayaba y algodón. En épocas anteriores no constituía una amenaza para la agricultura pues probablemente era controlado por depredadores, especialmente aves que han sido diezmadas por carnívoros exóticos introducidos por el hombre en las islas del Caribe. 
La globalización del comercio está llevando esta especie a lugares donde no cuenta con enemigos naturales. En 1964, D. abbreviatus fue introducido en Florida (Estados Unidos) junto con plantas ornamentales desde Puerto Rico. Desde entonces se ha convertido en una preocupación mayor para los cultivadores de cítricos tanto de Florida, como de Texas y California. También afecta a otras plantas ornamentales. El calentamiento global podría llevar este insecto tropical a extenderse más hacia el norte en los Estados Unidos.
Otros gorgojos de la subfamilia Entiminae, en regiones subtropicales (Florida: Pachnaeus litus, P. opalus y Artipus floridanus) y tropicales (Estado de Sao Paulo: Naupactus rivulosus, N. tarsalis, N. curtus, N. navicularis, N. versatilis, N. ambiguous, N. cervinus, Teratopactus nodicollis, Parapantomorus fluctuosus y Symmathetes kollari), se han observado invadiendo cultivos de naranja en EE. UU. y Brasil respectivamente.

## Ecología sensorial
A través de estudios de comportamiento, haciendo uso de olfatómetros como la servósfera, se ha demostrado que D. abbreviatus es atraído por los olores que emanan de plantas de naranja y por una posible feromona producida por el macho. Al observar respuestas electrofisiológicas de los receptores olfativos en las antenas, se han identificado algunos de los agentes químicos responsables de este comportamiento, presentes en el follaje de cítricos.  También se ha determinado que el color verde y amarillo es más atractivo que el ultravioleta, azul y rojo. La estimulación simultánea con olores y colores sugieren que los estímulos visuales ejercen mayor atracción sobre estos gorgojos.

## Videos
- Diaprepes abbreviatus caminando y volando

- Diaprepes abbreviatus en experimento donde es atraído por olores del árbol de naranja

- Diaprepes abbreviatus hembra caminando sobre servósfera es atraída por olores de machos alimentándose en hojas de planta de naranja

- Datos: Q5271826
- Multimedia: Diaprepes abbreviatus / Q5271826
- Especies: Diaprepes abbreviatus